# Universidad Kuvempu

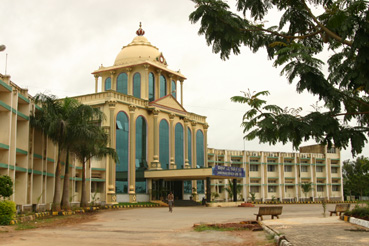
La Universidad de Kuvempu, cerca de Lakkavalli.

La Universidad de Kuvempu (ಖೂಏಂಫೂ ಊಣೀಏರ್ಶೀಟ್ಯ್) es una universidad estatal ubicada en el estado de Karnataka (en la India). Fue fundada el 29 de junio de 1987 por la ley n.º 28/1976 del estado de Karnataka, a través de una enmienda de 29 de enero de 1989 por la Universidad del Estado de Karnataka de 1976. La universidad fue reconocida por UGC en 1994 y también es miembro de la Asociación de Universidades de la India. El Consejo Nacional de Evaluación y Acreditación le confirió un estatus de tres estrellas.
La universidad tiene su sede en el campus Jnana Sahyadri Campus, en la ciudad de Shimoga. Su campus es llamado Jnana Sahyadri, que significa el Sahyadri del conocimiento, muy acertadamente, como la universidad tiene jurisdicción sobre los distritos malnad de Shimoga y Chikmagalur, a través del cual las cadenas montañosas llama el paso Sahyadri. También abarca los distritos de Davangere y Chitradurga. El campus se extiende sobre un área de 230 hectáreas.